# Eristoff
Eristoff est une marque de vodka. Le logo de la marque présente un loup sous la lune, pour représenter le nom persan de la Géorgie, Gorjestān, « le pays des loups ».

## Histoire
Selon la présentation faite par la marque, les origines de la vodka Eristoff remonterait à 1806 en Géorgie. Celle-ci appartient aujourd'hui au groupe Bacardí-Martini, n°3 mondial des spiritueux.
En 2008, la vodka Eristoff obtient la médaille d'or à l'International Spirits Challenge.
En 2009, la marque est lancée sur le marché français.
En 2010, Eristoff est la 2e marque de vodka la plus vendue au monde avec 16,5% de part de marché des grandes et moyennes surfaces.